# Amsterdammertje

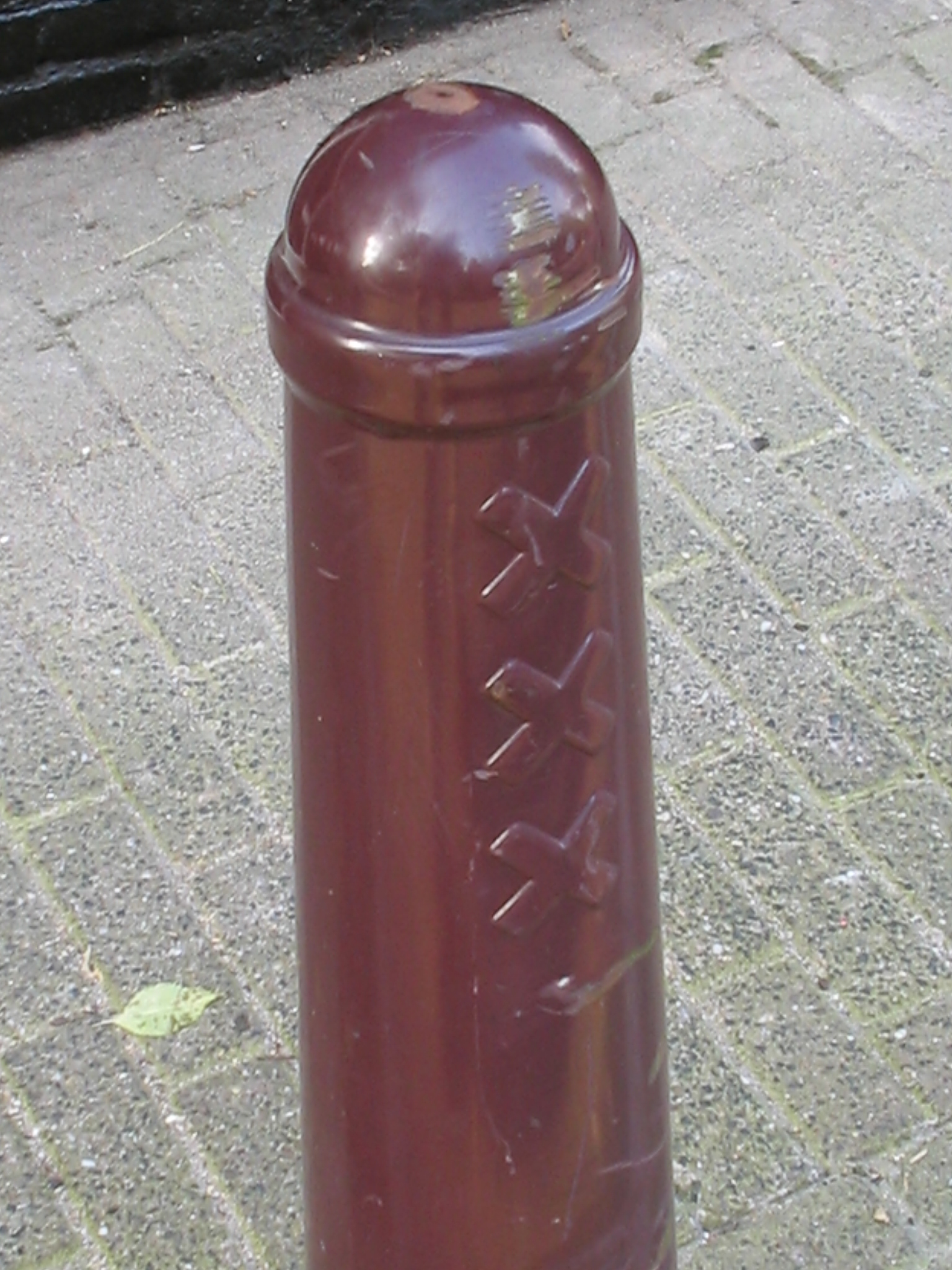
Amsterdammertje

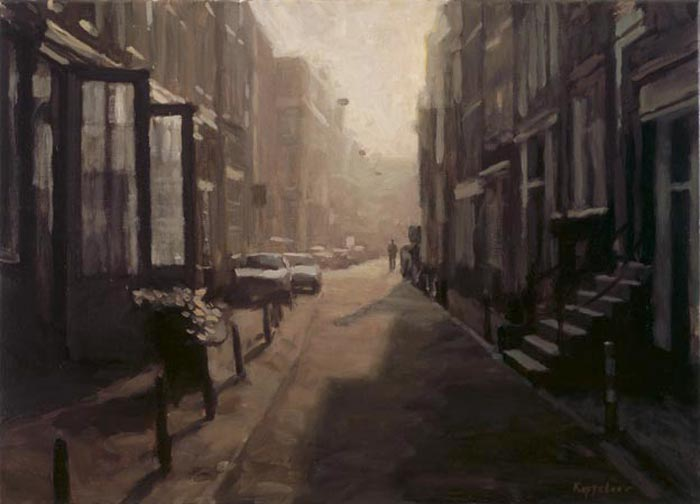
Вулиця з Amsterdammertje на картині "Backlight Langestraat" (1993) Франса Коппелара

Amsterdammertje (нід. вимова: [ˌɑmstərˈdɑmərcə] ( прослухати)) — типовий червоно-коричневий сталевий болард, який використовується для відділення хідника від проїзної частини в Амстердамі. Amsterdammertje перекладається з нідерландської як "малюк з Амстердама". Боларди мають три Андріївські хрести з герба Амстердама. 
З 1980-х років міська рада прибирає та продає Amsterdammertjes.

## Історія
Близько 1800 року багато людей в Амстердамі почали використовувати боларди для захисту хідника перед своїми будинками. Ці боларди були виготовлені з металу (спочатку вживали старі гармати), каменю або дерева. В кінці 19 століття були виготовлені перші чавунні боларди. 
З 1915 року з'явився стандартний чавунний болард, вагою 70 кг, з трьома Андріївськими хрестами з герба Амстердама. Цей болард вже був схожим на сучасні Amsterdammertje , хоча, серед інших відмінностей, він був тоншим і важчим.
З 1972 р. Amsterdammertjes робили вже не з дорогого і важкого чавуну, а зі сталевих плит, висотою приблизно 1,35 м  і вагою всього 20 кг. Цей тип зараз використовується у місті; всі боларди типу 1915 року були замінені або демонтовані. У 1984 році в Амстердамі було близько 100 000 Amsterdammertjes.
Коли вантажівки все частіше наїзджали на Amsterdammertjes, а автомобілі могли проїжджати між ними, боларди вже не були ефективними. На їх місці тротуари трохи підняли у 2000-х роках. Близько двох тисяч Amsterdammertjes демонтують щороку. У 2003 році залишалось 37 616 Amsterdammertjes.